# Youssef Khalil
Youssef Khalil (arabisch يوسف خليل, DMG Yūsuf Ḫalīl; * um 1955) ist ein libanesischer Finanzbeamter. Seit September 2021 ist er Finanzminister in der Regierung Nadschib Miqati.
Halil war zuvor hochrangiger Beamter der Zentralbank des Libanon und gilt laut al-Arabiya als der Architekt des berüchtigten „Finanzingenieurwesens“ des Libanon.
Khalil begann 1982 zunächst bei der Zentralbank zu arbeiten, bevor er seine jetzige Position als Direktor der Abteilung für Finanzoperationen des Instituts übernahm. Khalil ist auch der Vorsitzende der 2015 gegründeten Libanese Microfinance Association, die von der United States Agency for International Development gefördert wird. Er ist auch Dozent an der Amerikanischen Universität Beirut in Beirut. Khalil gehört der schiitischen Bevölkerungsgruppe an.
Der neue Finanzminister ist seit Oktober 2019 Gegenstand einer gerichtlichen Untersuchung unter der Leitung von Richterin Ghada Aoun wegen der Manipulation des Kurses des libanesischen Pfunds. Ihm wird vorgeworfen, mit bestimmten libanesischen Banken zusammengearbeitet zu haben, darunter der SGLB und bestimmten Geldwechsler wie Mecataf, indem sie mit Zustimmung des Gouverneurs der Banque du Liban selbst große Mengen libanesischer Pfund zum Kauf von Fremdwährungen zur Verfügung stellen und damit zu einer Verschlechterung des Preises des libanesischen Pfunds führen.
Politisch steht Khalil Parlamentspräsident Nabih Berri von der schiitischen Amal-Bewegung nahe, die wiederum mit dem Hisbollah verbündet ist.